# NOX (nachtzender)
NOX was de als "nachtzender" gepresenteerde nachtprogrammering op het televisiekanaal van de Nederlandse commerciële televisiezender Tien. Tien verzorgde zelf een deel van de programmering.

## Omschrijving
De naam was ontleend aan het Latijnse woord voor nacht en kon daarnaast ook gelezen worden als "NO X" oftewel Geen Tien (naar het Engelse no en het Romeinse cijfer X).
NOX was elke donderdag- en vrijdagnacht van 00.00 uur tot 01.00 uur te zien met experimentele televisie en reclame. Het was bedoeld als een proeftuin voor nieuwe televisiemakers.
Achter NOX schuilde het Nederlandse productiebedrijf CCCP.TV.
Met de overname van Tien door RTL kwam er ook een einde aan NOX. Op 13 juli 2007 was de laatste uitzending.

## Programma's
- Bekvechten
- Bel me Rijk
- Bluff, Brains or Naked
- Check je Factor
- Clash
- De Nieuwe Bassie
- Drank Maakt Meer Kapot
- Eten & Daten
- Grenzeloos
- Grijze Tijgers
- Het Verboden Woord
- Ik word paperazzo
- Jouw Begrafenis
- Mickey en Marvin
- No More Mr Nice Guy
- NOX Journaal
- NOX Recordshow
- NOX Test
- Ruis
- Singles Trio
- Sterrenbingo
- Tot NOX!
- Tsjikazzz
- Wat de Boer Niet Kent
- Wij dansen ook met de sterren
- You name it

## Presentatoren
- Leslie Brogers
- Tim Haars
- Maxim Hartman
- Seth Kamphuijs
- Marien van der Kooij
- Roel Kyvelos
- Fatima Moreira de Melo
- Lisette Peek
- Sarah Ririhena
- Joost Rutte
- Joop van Tellingen
- Dennis van de Ven
- Lauren Verster
- Sanne Wijbenga
- Jeffrey Spalburg